# Vissoie

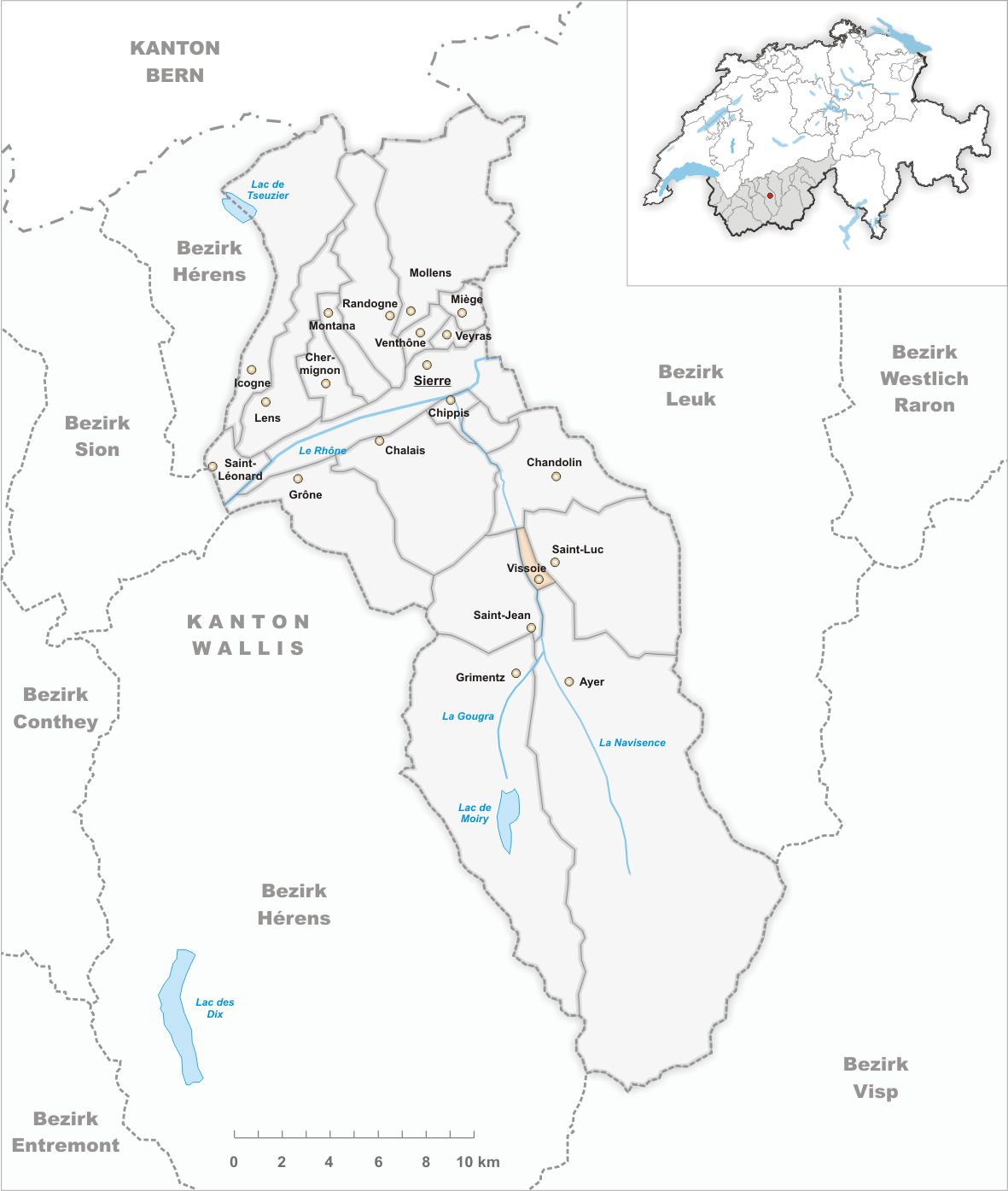
Localisation de la commune de Vissoie avant sa fusion en janvier 2009.

Vue aérienne (1970)

Vissoie est une localité et une ancienne commune de Suisse, située dans le canton du Valais.

## Toponymie
Le nom de Vissoie a légèrement varié au cours de l'histoire du village : « Vyssoy » en 1250, « Vissoy » en 1268, « Vyssoy » en 1291, « Vissoy » en 1305, « Vissohi » en 1327 et « Viessouy » en 1710. L'ancienne forme allemande est « Esso ». L'origine du mot « Vissoie » vient peut-être d'un ancien hydronyme formé de la racine indo-européenne « *ueis- » ou « *uis- » signifiant « couler » et du suffixe « -ogia ». Il est possible que « Vissoie » soit à l'origine le nom primitif du torrent des Moulins qui traverse le village,.

## Histoire
Village médiéval où Seigneurs et Châtelains ont élu domicile dès le XIIIe siècle.
À 82,6 %, les citoyens de l'ancienne commune de Vissoie ont accepté, le 26 novembre 2006, la fusion avec cinq autres communes du Val d'Anniviers pour former la nouvelle commune d'Anniviers. Depuis le 1er janvier 2009, la fusion est effective.

## Population et société

### Surnom
Les habitants de la localité sont surnommés les Gotreux, soit les goitreux en patois valaisan.

### Démographie
Évolution de la population de Vissoie entre 1910 et 2008,
Pour des raisons techniques, il est temporairement impossible d'afficher le graphique qui aurait dû être présenté ici.

## Lieu
Vissoie, 1204m, est situé au centre de la vallée. Le village de Vissoie comporte 2 hôtels, 3 restaurants, 2 banques, 2 bancomats, 1 postomat, une pharmacie, 2 médecins, le centre scolaire pour l'ensemble de la vallée, une église, une poste, un camping (Camping d'Anniviers), une salle de spectacle et d'exposition, une piscine, un skate-park et une patinoire.

## Accès
- A9  Autoroute de Lausanne-Simplon.
- Sortie Sierre-est, direction Val d'Anniviers à 14 km par une pittoresque route de montagne.

La localité est desservie par CarPostal.

## Culture et patrimoine

### Personnalités nées à Vissoie
- Aloys Theytaz (1909-1968), écrivain, journaliste et personnalité politique
- Bernard Crettaz (1938-2022), sociologue et ethnologue

### Héraldique
Le blason de Vissoie est attesté en tant que sceau en 1544 et 1662. Il apparaît également sur le clocher de l'église de Vissoie au XVIIIe siècle. Le champ est donné en azur dans le Walliser Jahrbuch 1937.
| Blason du village de Vissoie | Les armes de Vissoie se blasonnent ainsi : « De gueules au bouquetin saillant d'argent » |

## Galerie

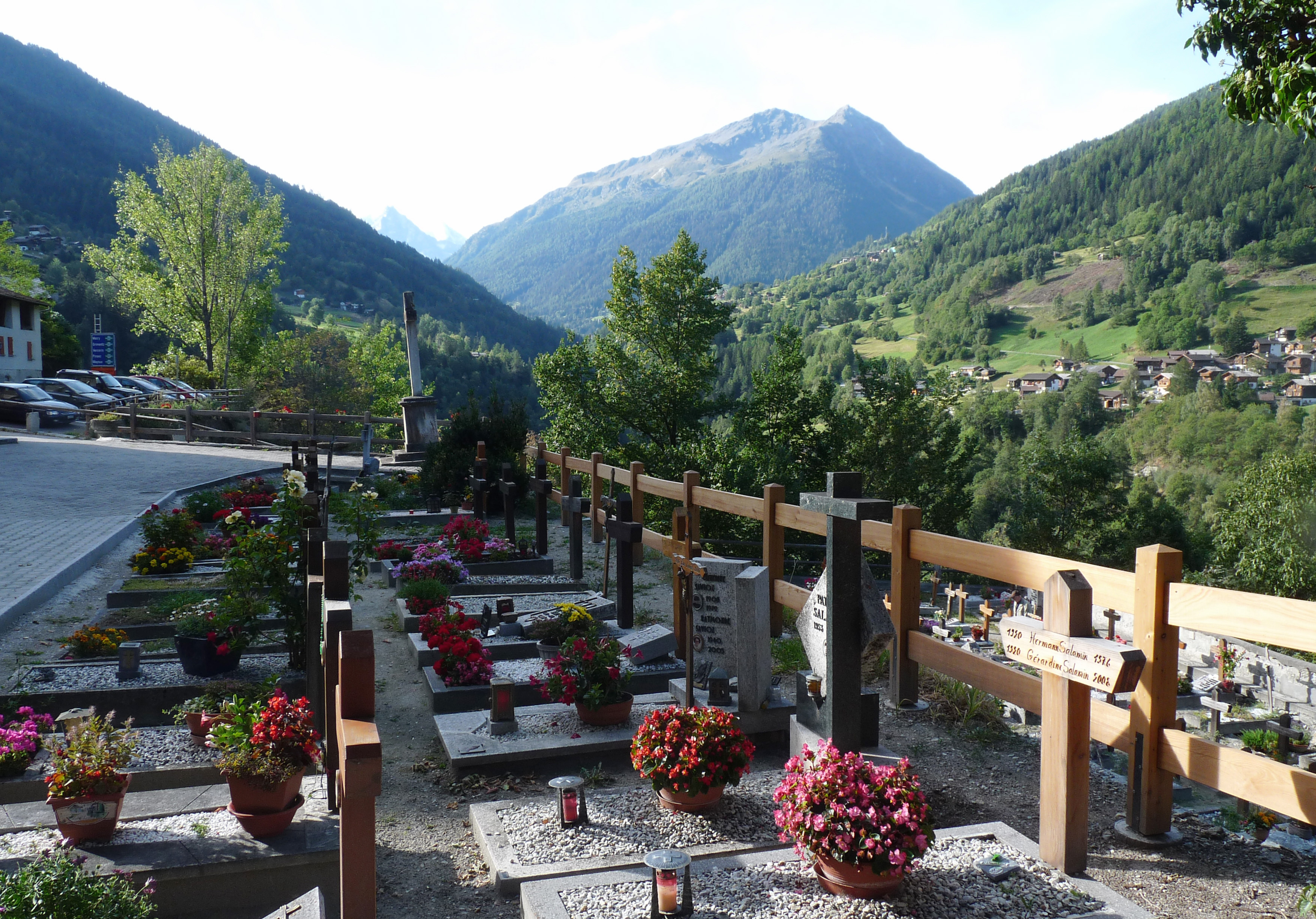
Vue depuis le cimetière.
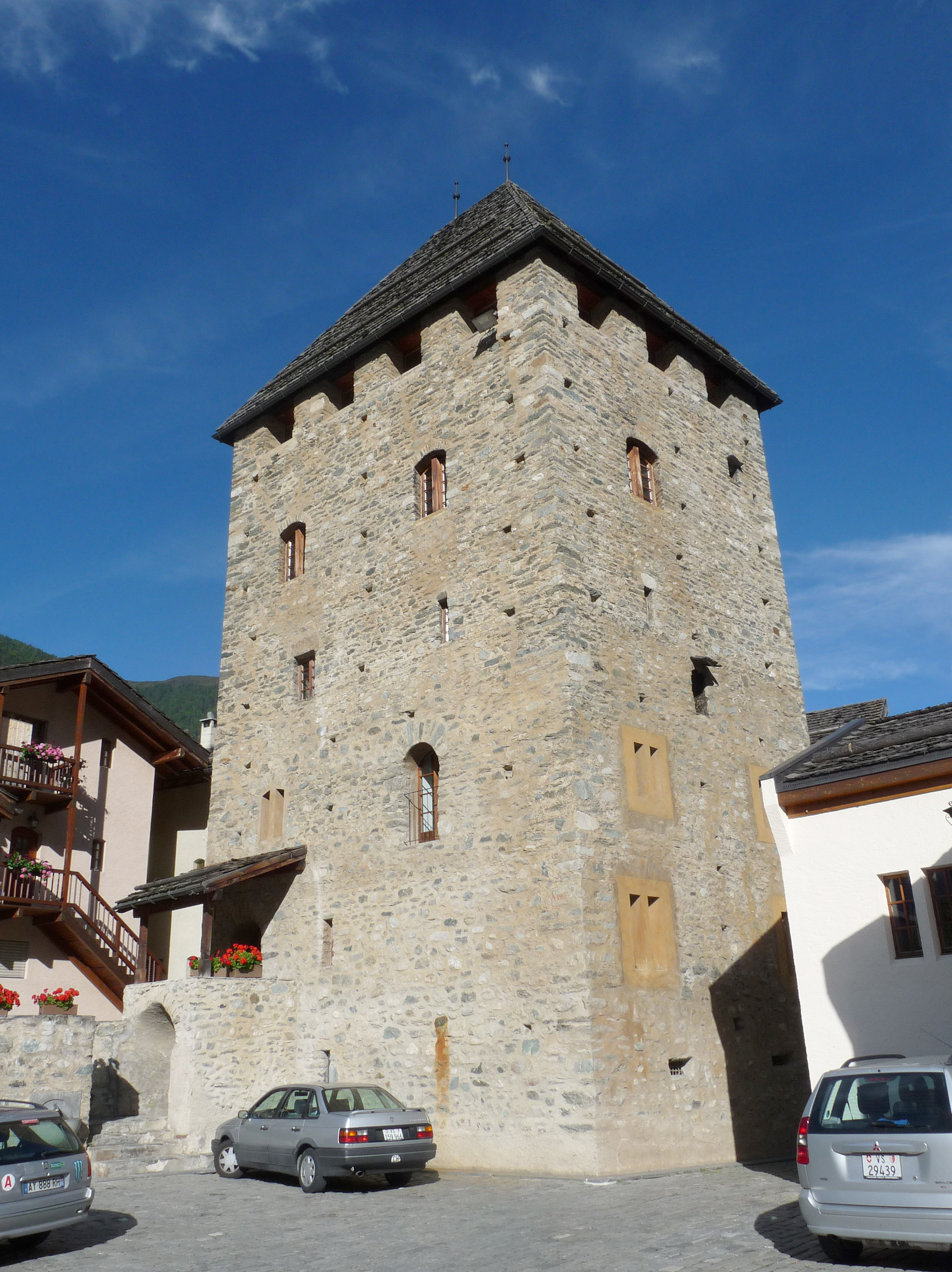
La tour médiévale.
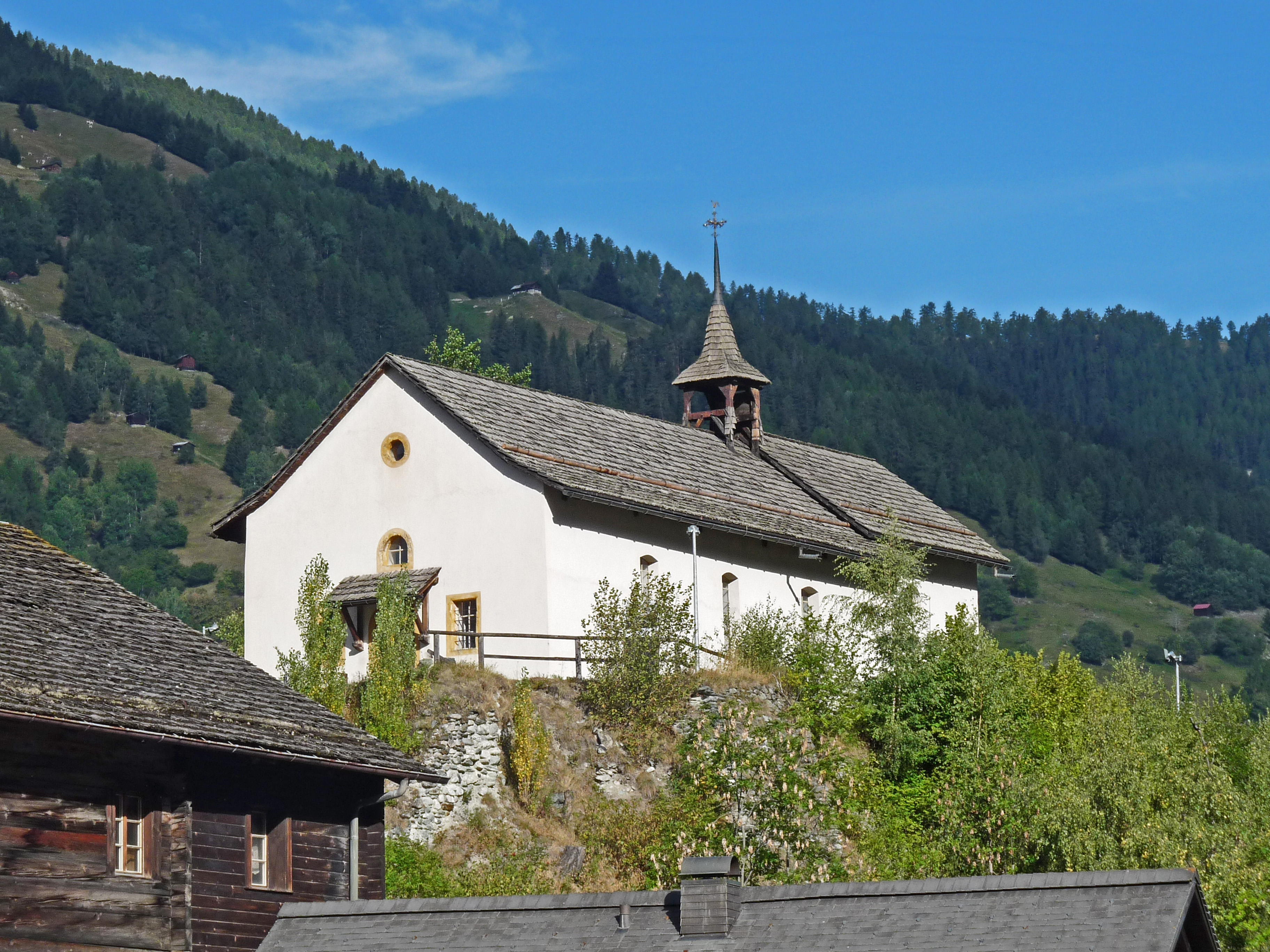
La chapelle.
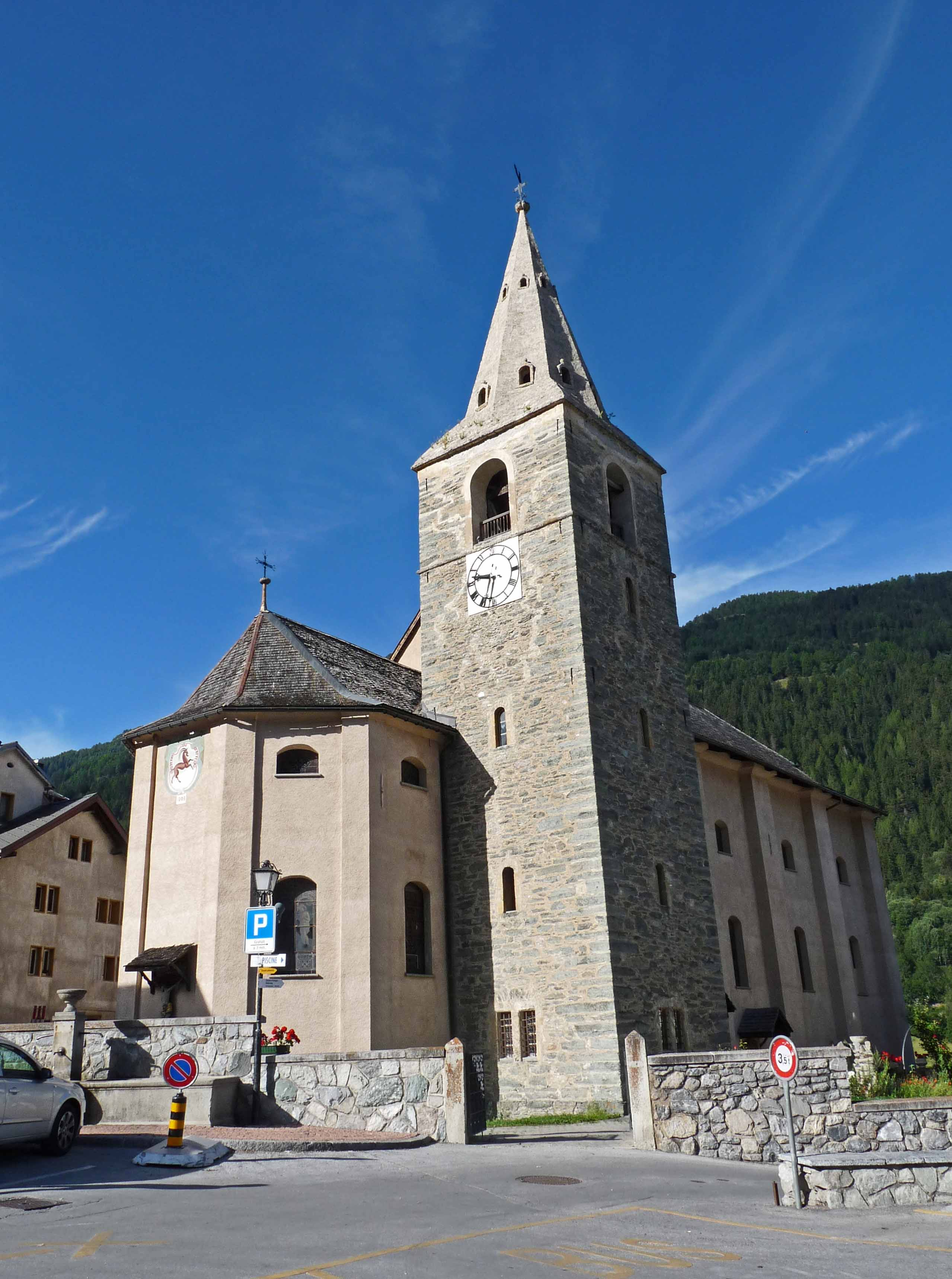
Église catholique.